# Fudbalski Klub Vojvodina
El FK Vojvodina —ФК Војводина en serbi ciríl·lic— és un club esportiu serbi de la ciutat de Novi Sad, a la regió de Vojvodina. El club és la secció de futbol de l'equip poliesportiu SD Vojvodina, que competeix també en altres esports com el basquetbol (KK Vojvodina Novi Sad), el voleibol, l'hoquei sobre gel o l'handbol entre d'altres.
El club de futbol ha guanyat dues lligues iugoslaves de futbol (1966 i 1989); i una Copa Mitropa (1977). Fundat el 1914, és el club serbi més antic en actiu. Fou dos cops campió de la lliga iugoslava (1966, 1989), essent segon els anys 1957, 1962 i 1975. També arribà a la final de la copa iugoslava dos cops (1951 i 1997).